# Институт квантовой оптики общества Макса Планка
Институт квантовой оптики общества Макса Планка (нем. Max-Planck-Institut für Quantenoptik, сокращённо MPQ) — подразделение общества Макса Планка, которое включает более 80 научных учреждений в Германии. Институт расположен в Гархинге. Пять исследовательских групп института работают в областях лазерной физики, теории квантовой информации, лазерной спектроскопии, квантовой динамики и квантовых систем многих частиц.

## История
Основан 1 января 1976 года, когда была создана проектная группа по лазерным исследованиям. В конце 1981 года проектная группа получила статус независимого института, включавшего в себя кафедры лазерной физики, химии и плазмы. К тому времени число сотрудников с 46 выросло до 82. Первоначально размещался в помещении Института физики плазмы, но официально отделился от него в июле 1986 года и переехал в новое здание.
С приходом Теодора Хэнша из Стэнфордского университета, в качестве содиректора, значимость Институт квантовой оптики сильно выросла. Хэнш также получил место заведующего новой кафедрой лазерной спектроскопии, а также заведующего кафедрой в университете Людвига Максимилиана в Мюнхене, что обеспечило тесную связь между MPQ и университетским комплексом в Мюнхене.
После отставки Зигберта Витковского в 1993 году исследования излучения высокоэнергетических лазеров были приостановлены. Они были возобновлены лишь с появлением в 2003 году нового содиректора — Ференца Крауса.
Отдел квантовой динамики Герхарда Ремпе начал работать в 1999 году.